# 亲心谷
亲心谷为中华人民共和国安徽省宣城市宣州区水东镇的一个文化旅游项目，也是位于皖南川藏线沿线的一个度假区。亲心谷内含养老公寓、丛林探险、水上游乐，小火车等项目，并于2018年建成运营。

## 概况
亲心谷位于水东镇祁梅村，占地面积7000亩，为水东镇近年以来的大项目。2017年，宣州区委常委陈俊炎曾调研“亲心谷”文化旅游项目进展情况。该项目始建于2016年8月，被列入安徽省“861”行动计划。2019年5月17日，新华社对亲心谷进行了航拍。